# Traci Chee
Traci Chee (...) è una scrittrice statunitense.
Autrice della trilogia La lettrice, bestseller del New York Times. Nel 2020 è stata nominata ai National Book Award nella categoria Young People’s Literature con We Are Not Free, opera finalista al Michael L. Printz Award.

## Biografia
Chee ha studiato letteratura e scrittura creativa presso l'Università della California, Santa Cruz, e ha conseguito un Master of Arts presso la San Francisco State University.  Dopo il master, Chee ha partecipato a un concorso di scrittura chiamato The Pitch Wars, che offre ai nuovi scrittori la possibilità di mostrare il loro lavoro agli agenti letterari accoppiandoli con mentori affermati. Chee è stato accoppiato con l'autrice Renée Ahdieh. Le Guerre del Pitch la portarono ad ottenere un contratto letterario e di pubblicazione con Putnam per il suo primo libro The Reader.

## Opere
- La lettrice (The Reader), 2016.
- La lettrice. Il libro dei segreti (The Speaker), 2018.
- La lettrice. La ladra di storie (The Storyteller), 2019.
- We Are Not Free, 2020.